# عمرو حمزاوي
عمرو حمزاوي (28 أكتوبر 1967) عالم سياسة، ناشط حقوقي، ومفكر مصري. وأستاذ السياسة العامة بالجامعة الأمريكية في القاهرة وعضو سابق بمجلس الشعب المصري عن انتخابات 2012. رئيس حزب مصر الحرية. سبق له التدريس بجامعة برلين، كما شغل منصب كبير الباحثين لدراسات الشرق الأوسط بمؤسسة كارنيجي للسلام الدولي من عام 2005 وحتى 2009. تتركّز اهتماماته البحثية حول أزمة الانتقال الديموقراطي والأنظمة السلطوية، القوى السياسية في العالم العربي وفرص التعددية، حركات الاحتجاج الاجتماعية وأثرها على الأنظمة السلطوية، ديناميكيات المشاركة في الحياة السياسية الرسمية والغير رسمية، الحركات الإسلامية ودور المجتمع المدني والتحول الديمقراطي في العالم العربي. وقد تركّزت أبحاثه على مصر، بصورة خاصة، ودول شمال أفريقيا والأردن.
رفض عمرو حمزاوي منصب وزير الشباب في حكومة أحمد شفيق لتصريف الأعمال في فبراير عام 2011 بعد أن استقبله شفيق لعرض المنصب عليه، كما اعتذر عن شغل نفس الحقيبة الوزارية لاحقا في حكومة عصام شرف بعد لقاء مماثل مع رئيس حكومة ثورة 25 يناير، لرفضه أن تكون المناصب التنفيذية بالتعيين. تم تعيين حمزاوي في المجلس القومي لحقوق الإنسان في إبريل 2011. أعلن حمزاوي عن المشاركة في تأسيس الحزب المصري الديمقراطي الاجتماعي في نهاية مارس 2011 قبل أن ينفصل لإنشاء حزب مصر الحرية. يتحدث عمرو حمزاوي الإنجليزية والألمانية إضافة إلي اللغة العربية.
عام 2013، أعلن تأييده لحركة تمرد وإجراء انتخابات رئاسية مبكرة. ولكنه انتقد التحريض الإعلامي ضد الإخوان المسلمين والاحتفال بالسيطرة العسكرية عقب فض اعتصامي رابعة العدوية والنهضة واصفا إيها بـ«الفاشية تحت إدعاء كاذب بالديمقراطية والليبرالية».

## التعليم
- حاصل علي الدكتوراه من جامعة برلين الحرة - ألمانيا.
- حاصل علي الماجستير من معهد الدراسات الاجتماعية - لاهاي.
- حاصل علي الماجستير من جامعة أمستردام - هولندا.
- حاصل علي البكالريوس من جامعة القاهرة.

## من إصداراته
- الشرق الأوسط الجديد
- القتال علي جبهتين: الأحزاب العلمانية في العالم العربي

الكتب
- 2014: هامش للديمقراطية في مصر 2011-2013 محطات وقضايا تحول لم يتم (باللغة العربية) الدار المصرية اللبنانية
- 2013:	عن الدين والسياسة وبناء الشرعية في مصر (باللغة العربية والإنجليزية) مركز الشرق الأوسط لوقفية كارنيجي
- 2013:	ملاحظات عن الكتابة السياسية ودورها في الدفاع عن الديمقراطية والحريات وحقوق الإنسان (باللغة العربية) الأهرام: مجلة الديمقراطية
- 2010:	بين الدين والسياسة، بالاشتراك مع ناثان براون (باللغة العربية والإنجليزية) واشنطن وبيروت: مؤسسة كارنيغي للسلام الدولي
- 2010:	مستقبل العرب: حوارات حول الديمقراطية والإسلام السياسي والمقاومة (باللغة العربية) بيروت: دار النهار
- 2008:	حقوق الإنسان في العالم العربي: أصوات مستقلة (محرر مشارك، باللغة الإنجليزية) بنسلفانيا: مطبعة جامعة بنسلفانيا
- 2005:	الفكر السياسي العربي المعاصر: جدلية الاستمرار والتغيير (باللغة الألمانية) هامبورغ: معهد دراسات الشرق الألماني
- 2003:	الدين، الدولة، والسياسة في الشرق الأدنى: مجموعة مقالات في ذكرى الأستاذ الدكتور فريدمان بوتنر (محرر مشارك، باللغة الألمانية) مونستر: دار نشر ليت

المجلدات المنشورة
2009:	بلوغ التعددية: الجهات الفاعلة السياسية في العالم العربي (Getting to Pluralism: Political Actors in the Arab World)، بالاشتراك مع مارينا أتاواي. العاصمة واشنطن: مؤسسة كارنيغي للسلام الدولي.
2008:	حقوق الإنسان في العالم العربي: أصوات مستقلّة (Human Rights in the Arab World: Independent Voices)، بالاشتراك مع أنثوني شايس. فيلاديلفيا: منشورات جامعة بنسيلفانيا.
2006:	الاتحاد الأوروبي والعالم العربي. القاهرة: قسم الدراسات الأوروبية، جامعة القاهرة.
2004: 	خبرات تدريس العلوم السياسية في العالم العربي: تحديات المنهج العلمي والدور المجتمعي. القاهرة: قسم العلوم السياسية، جامعة القاهرة.
	بين الشعار والحقيقة: خطابات وبرامج الإصلاح في عالم متغير. القاهرة: مركز دراسات وبحوث الدول النامية، جامعة القاهرة.
	تراث ربيع بين كفاحية العالم ومقتضيات المنهج، بالاشتراك مع حسن نافعة. القاهرة: قسم العلوم السياسية، جامعة القاهرة.
2003: 	المجتمع المدني في الشرق الأوسط. (Civil Society in the Middle East) برلين: دار نشر هانس شيلر.
الدين والدولة والسياسة في الشرق الأدنى: مجموعة مقالات عن فريدمان بوتنر (بالألمانية)، بالاشتراك مع فرهاد إبراهيم. مونستر: دار نشر ليت (Lit).
آخر إصداراته:
- حقوق الإنسان في العالم العربي : Human Rights in the Arab World : Independent Voices

## مؤتمرات وندوات شارك بها
- The Muslim Brotherhood's Party Platform
- Deteriorating Politics and Social Unrest in Egypt
- التعديلات الدستورية في مصر بعد الثورة على يوتيوب
- مع الإخوان في الجامعة الأمريكية على يوتيوب

## وصلات خارجية
- صفحة حمزاوي علي موقع معهد كارنيجي
- صفحة حمزاوي على موقع فيسبوك  على فيسبوك.
- مقالات عمرو حمزاوي من موقع uFollow